# 肖像
肖像（しょうぞう）とは、特定の人間の外観を表現した絵画や写真、彫刻である。個人の識別に必要な身体の部位である顔を含む上半身あるいは全身が題材となることが多い。特に絵画によるものを肖像画、写真によるものを肖像写真と呼ぶ。肖似性（類似）が求められる場合もあれば、理想化が求められる場合もある。芸術的な造形や精神性を示すこともある。

## 歴史

### 肖像画

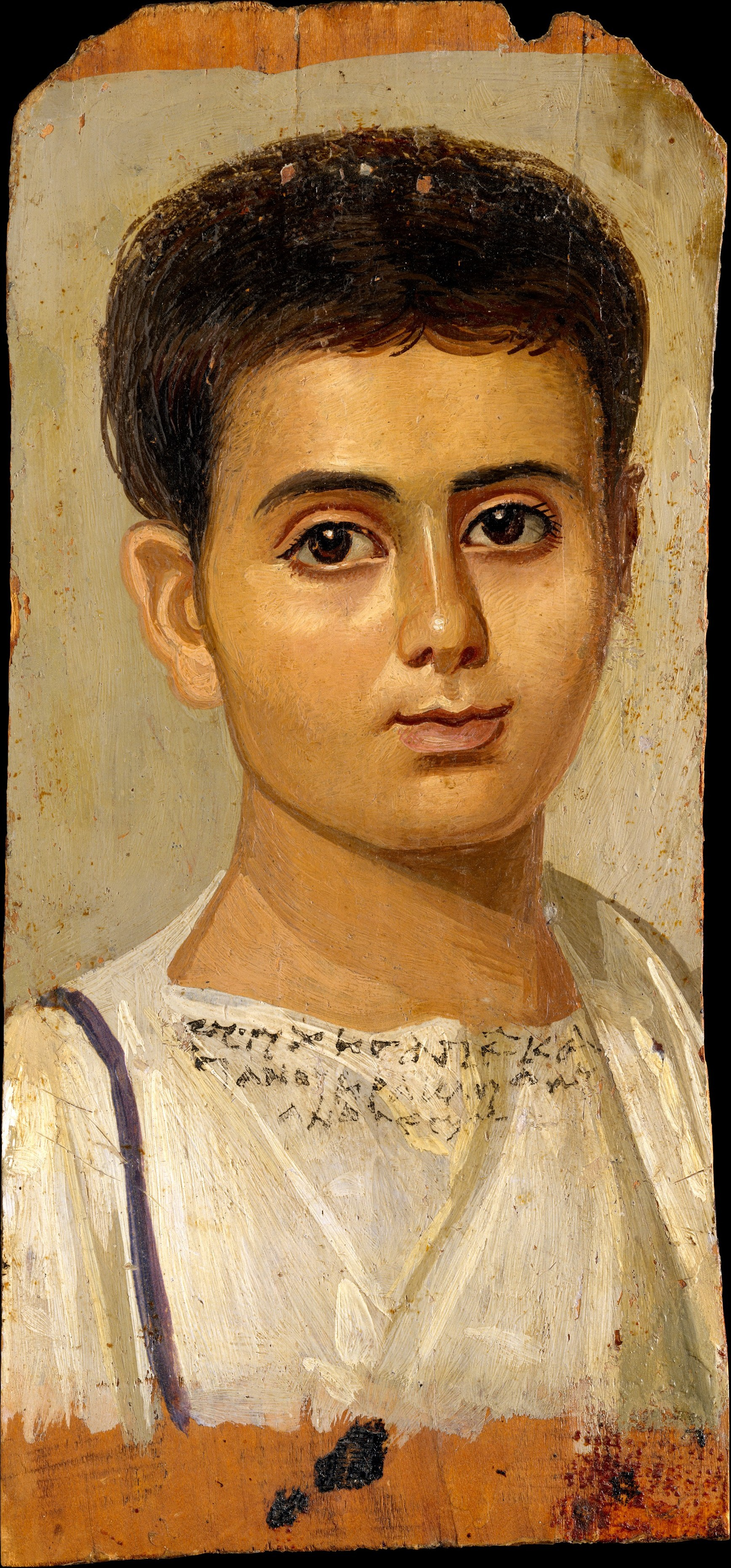
ローマ帝国治下のエジプトの少年の葬儀用の肖像画

肖像芸術は、古代ローマの彫刻において繁栄した。当時、肖像を作らせた人たちは、へつらわないようにさえするほど、写実的な肖像にするように要求した。4世紀ごろから、肖像は、描写される人物の理想的な表象とされるようになる。ヨーロッパでは、個人の外見を写実的に表す肖像がブルゴーニュとフランスで中世の終わりに復活した。
王侯でないような一般人の肖像の最も早い例は、エジプトのアル＝ファイユーム地方の葬儀の時の肖像である。これらの肖像はフレスコ画を除けば、古代ローマ時代から残っている唯一の絵画であり、エジプトの乾燥した気候がために残ったものである。
また写真がない時代は、肖像画で美化できた。有名なのは中国明の皇帝朱元璋のもので、温厚で端整な肖像画と、陰険で醜悪な肖像画の2種類が伝わっている。また伊達政宗の肖像画も、意図的に隻眼ではなく描かれている。
源頼朝、武田信玄、足利尊氏らの代表的な肖像画に関しては、それらは別人を描いたものであるという説がある。
自分自身を描いた人物画、肖像画(ポートレイト、portrait)は自画像(セルフ・ポートレイト、selfportrait)である。特徴的な自画像を描いた画家に、デューラー、レンブラント、ゴッホなどがいる。
オランダ黄金時代の絵画では、集団肖像画(Gruppenbild、Gruppenporträt)が流行した。

### 肖像写真

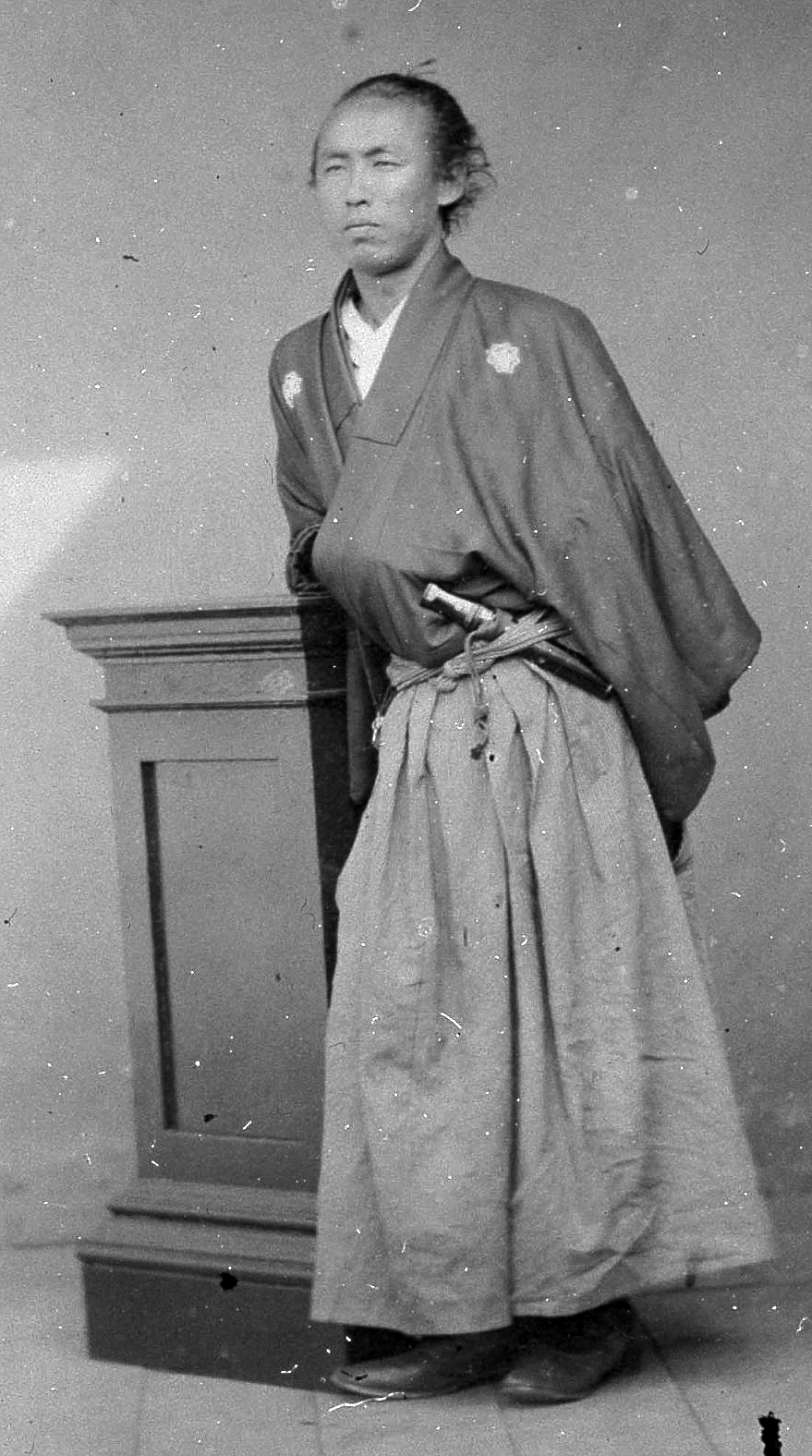
肖像写真, 坂本龍馬像（上野彦馬撮影）

肖像写真は世界中で人気のある営利的な産業となっている。家の中に掲げるための家族の肖像写真などを写真館などで作って貰う人もいる。
写真術の幕開けのころから、肖像写真は作られてきた。高価でない肖像を求められたことは、19世紀中葉の銀板写真の流行の大きな原因であった。写真スタジオは世界中の都市に広がり、1日に500枚以上も現像するスタジオすらあった。これら早期の業績は30秒の露光と関連した技術的な制限や当時の画家の美意識を反映している。撮られる主体は、一般的は、無地の背景の前に座らされ、上からの窓や鏡から反射されたやわらかい光を当てられていた。
政治上、指導者の肖像が国家のシンボルとして用いられることとなる。ほとんどの国で、国家元首の肖像が政府の重要な建物に掲げられることは共通の外交儀礼となっている。
神の肖像として写真を用いる場合もある。新宗教の創始者、政治指導者、王族など権力者を現人神として信仰する際、写真が用いられることがある。また、権力者ではない者の写真を神とする民間信仰の例として仙台四郎がある。
写真の場合は普通そのまま使用しているが、より美化したり、不都合な情報を削除するために修正されることも多い。

## 代表的な肖像画

### 日本

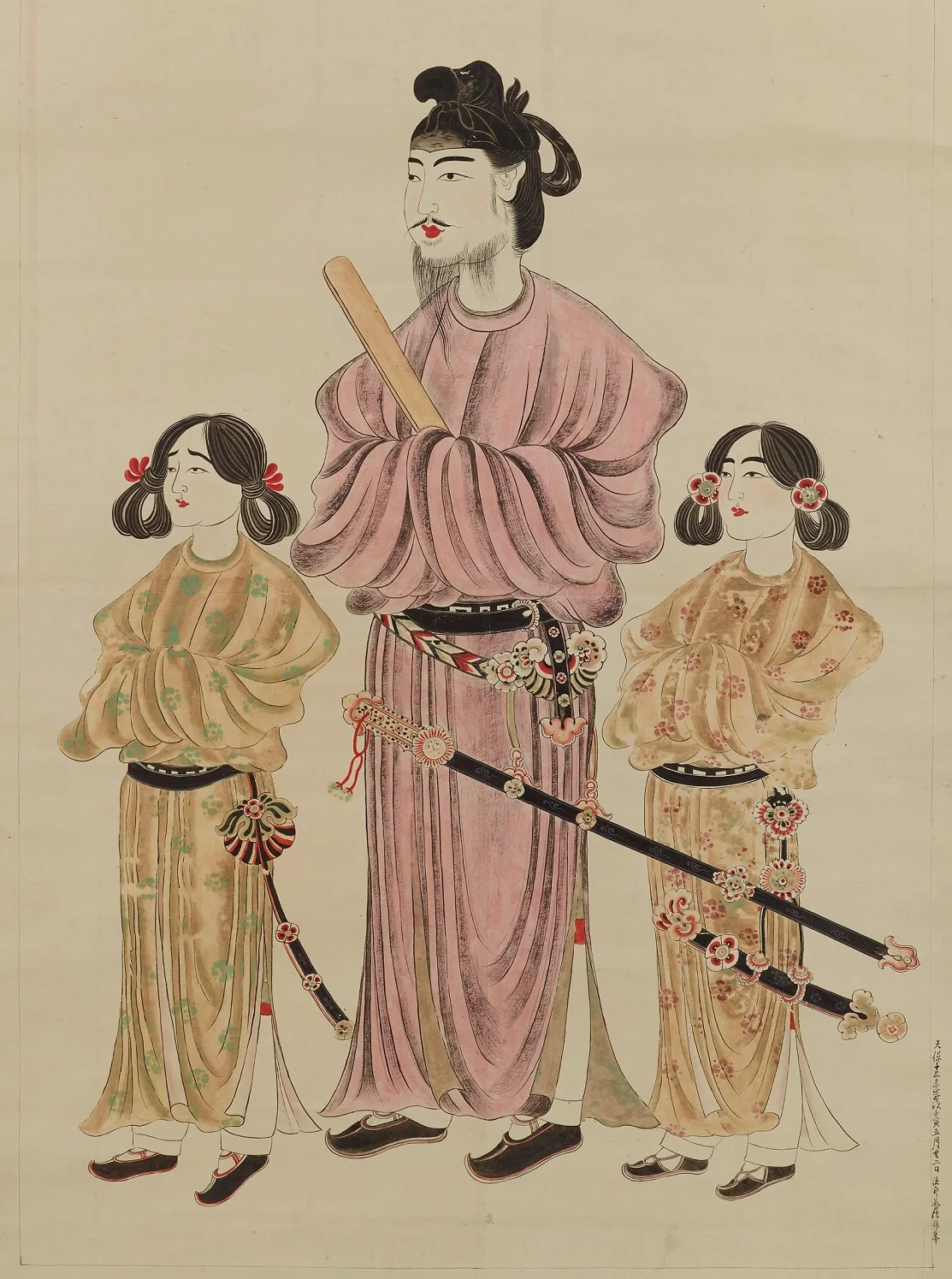
『聖徳太子二王子像』 作者不明 奈良時代 御物 御物（東京都千代田区）
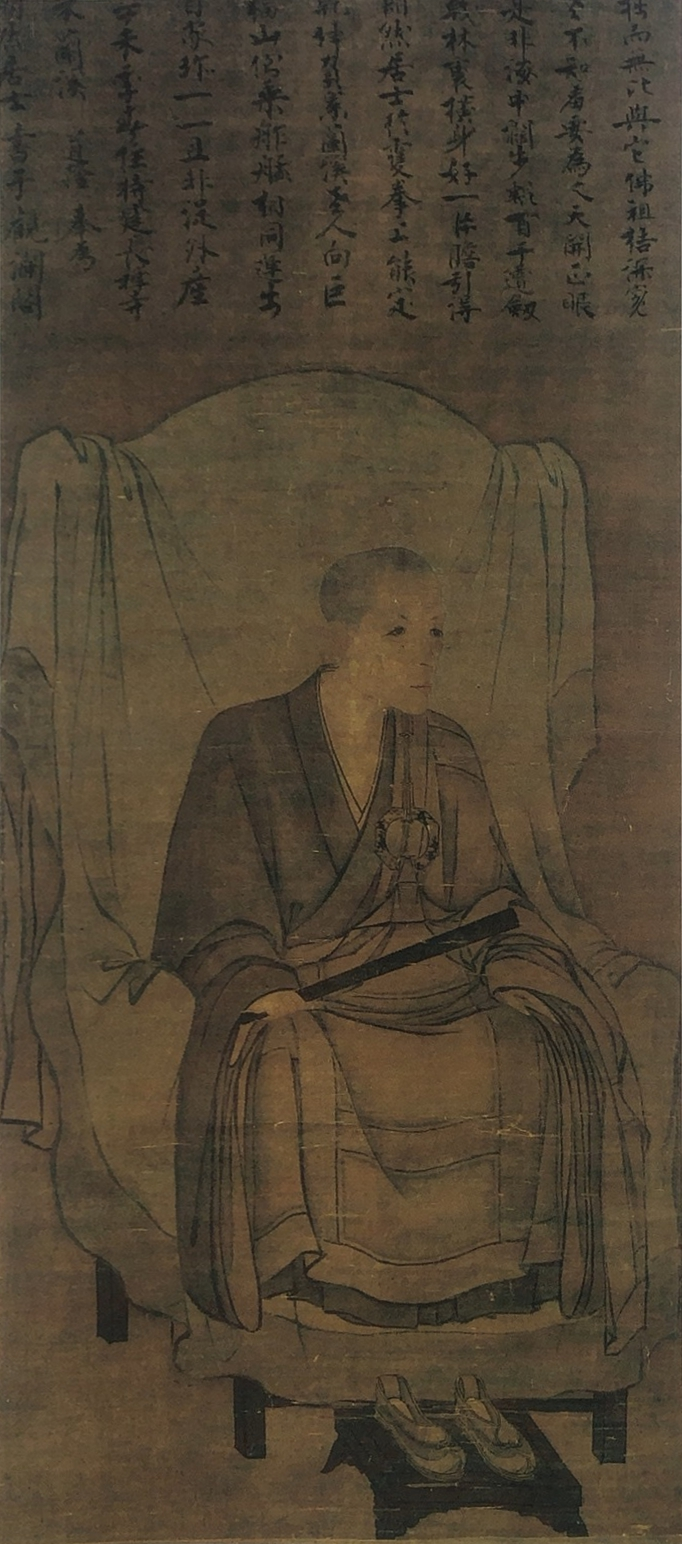
『絹本淡彩蘭溪道隆像』 作者不明 文永8年（1271年） 絹本淡彩、頂相・自賛、国宝 建長寺（神奈川県鎌倉市）蔵、鎌倉国宝館寄託
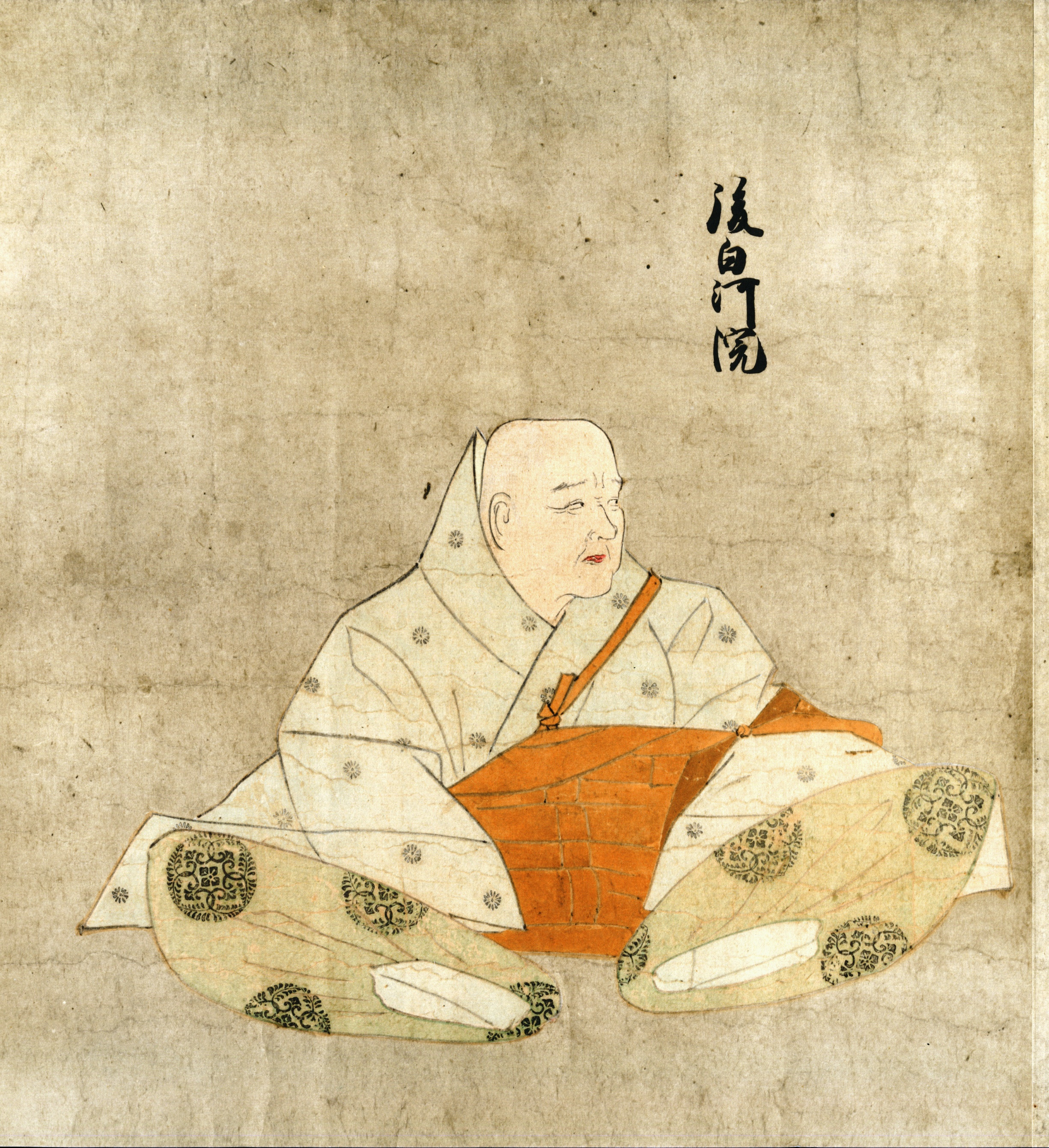
『天子摂関御影』「後白河院」 藤原為信（後の巻は藤原豪信） 14世紀初頭から半ば 絵巻、紙本著色 宮内庁三の丸尚蔵館（東京都千代田区）
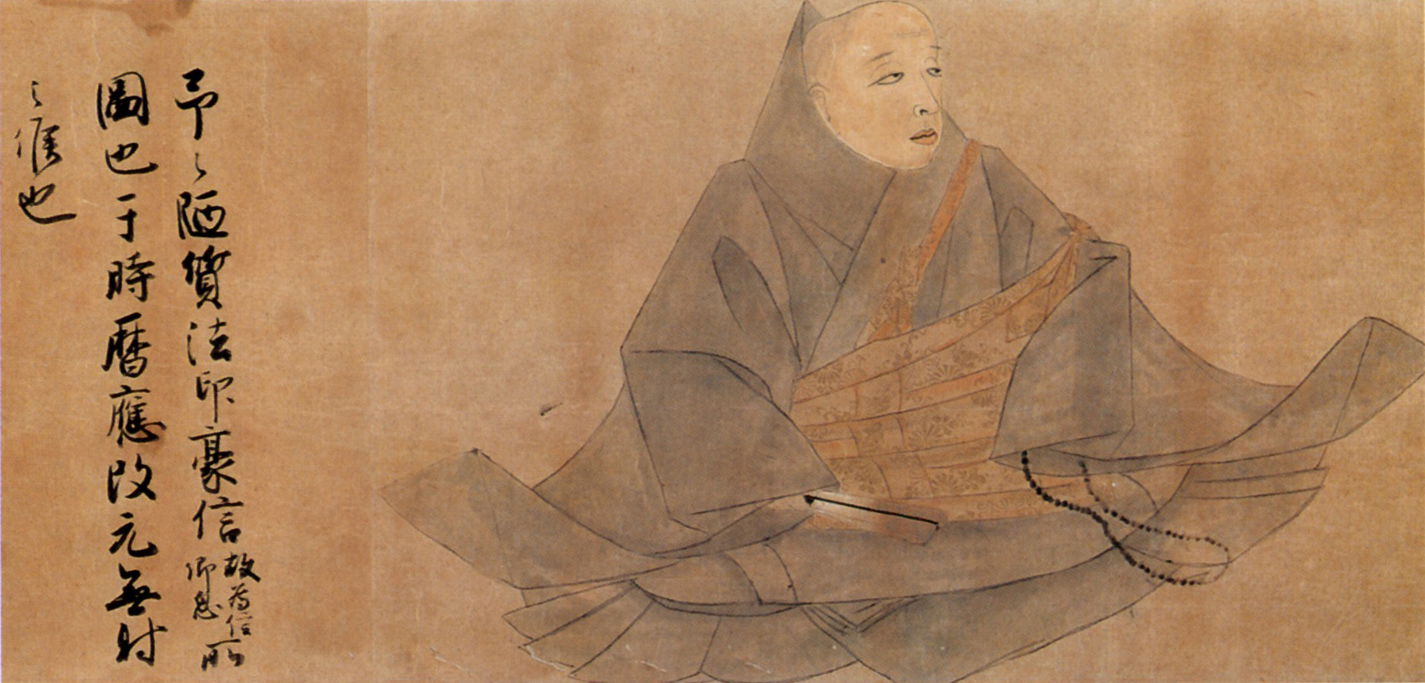
『紙本著色花園天皇像』 藤原豪信 延元3年/暦応元年（1338年） 紙本著色、国宝 長福寺（京都府京都市右京区）
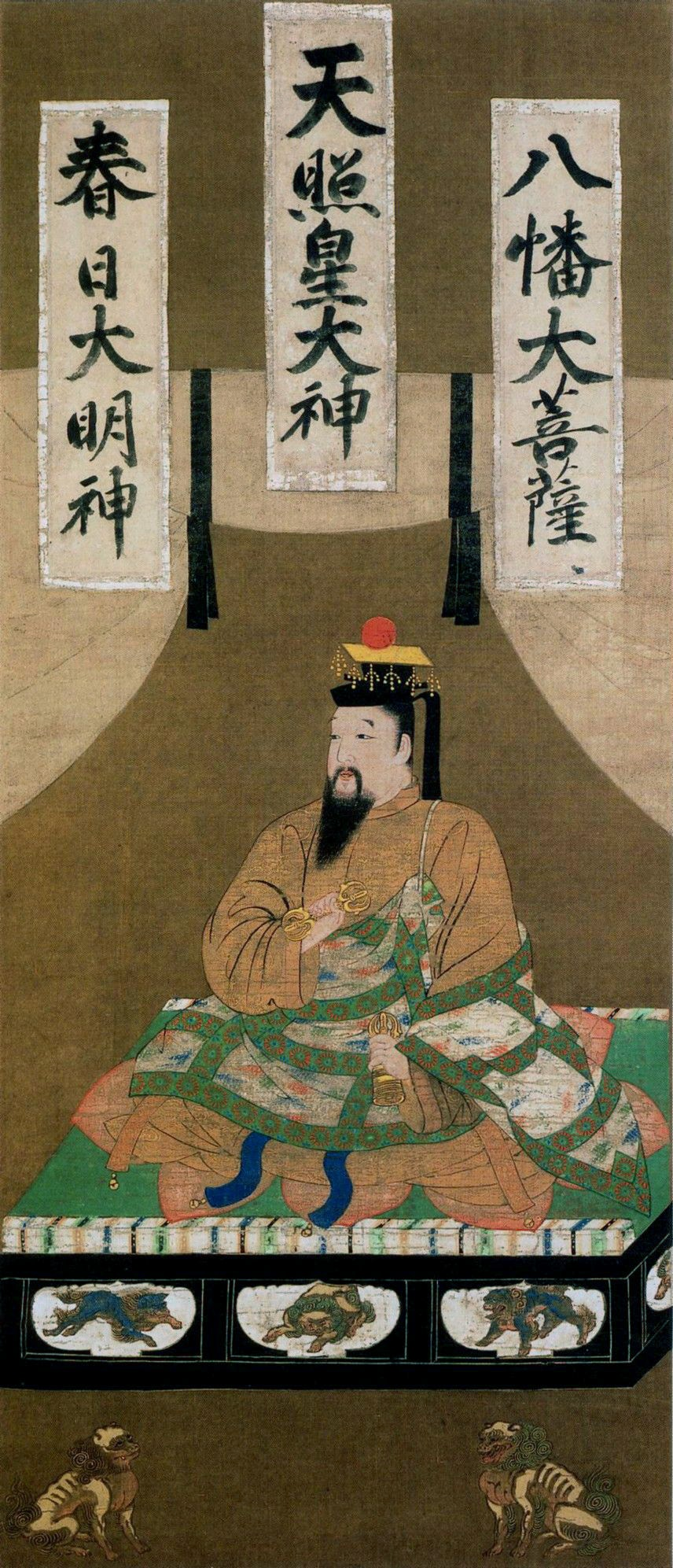
『絹本著色後醍醐天皇御像』（後醍醐天皇） 文観房弘真 延元4年/暦応2年（1339年） 絹本著色、重要文化財 清浄光寺（神奈川県藤沢市）
神護寺三像『絹本著色伝源頼朝像』（足利直義説有り） 作者不明 13世紀から14世紀 絹本著色、国宝 神護寺（京都府京都市右京区）
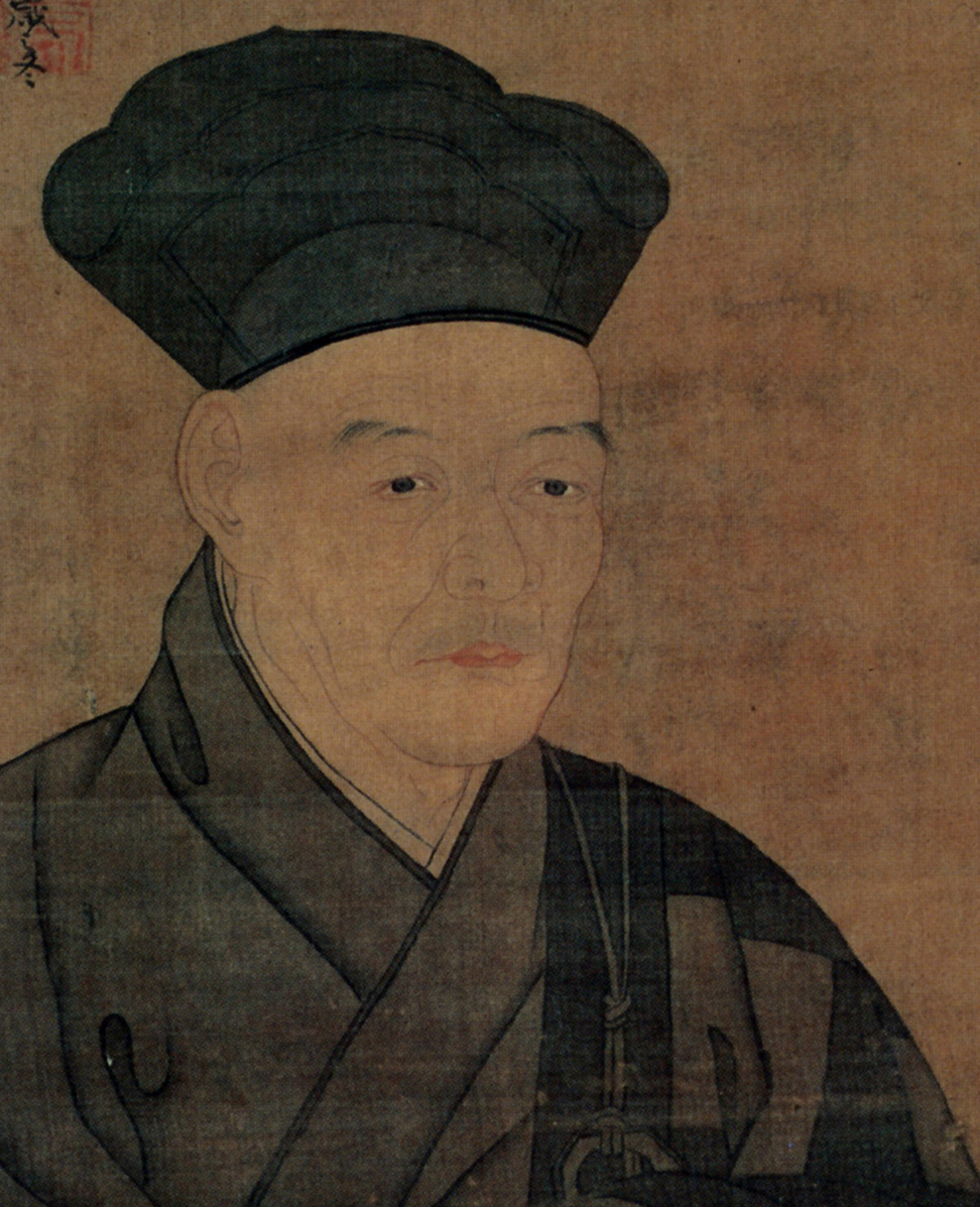
『絹本著色雪舟自画像（模本）』 雪舟の模作 16世紀 絹本著色、重要文化財への附 藤田美術館（大阪府大阪市都島区）
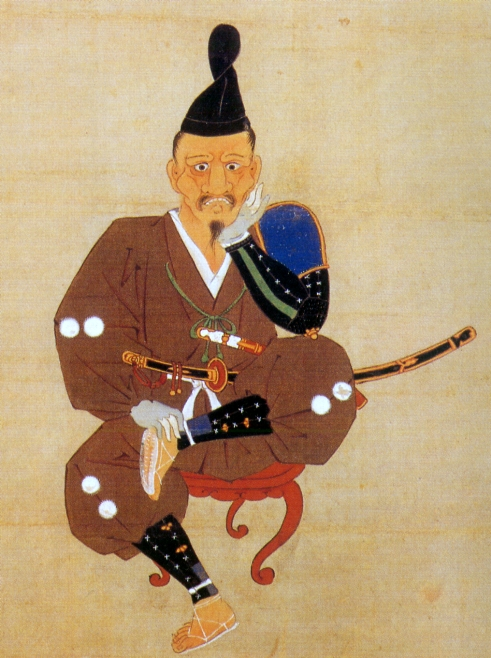
『徳川家康三方ヶ原戦役画像』（実際は三方ヶ原の戦いと関連付ける史料的根拠はない） 作者不明 17世紀 掛軸、絹本著色 徳川美術館（愛知県名古屋市）
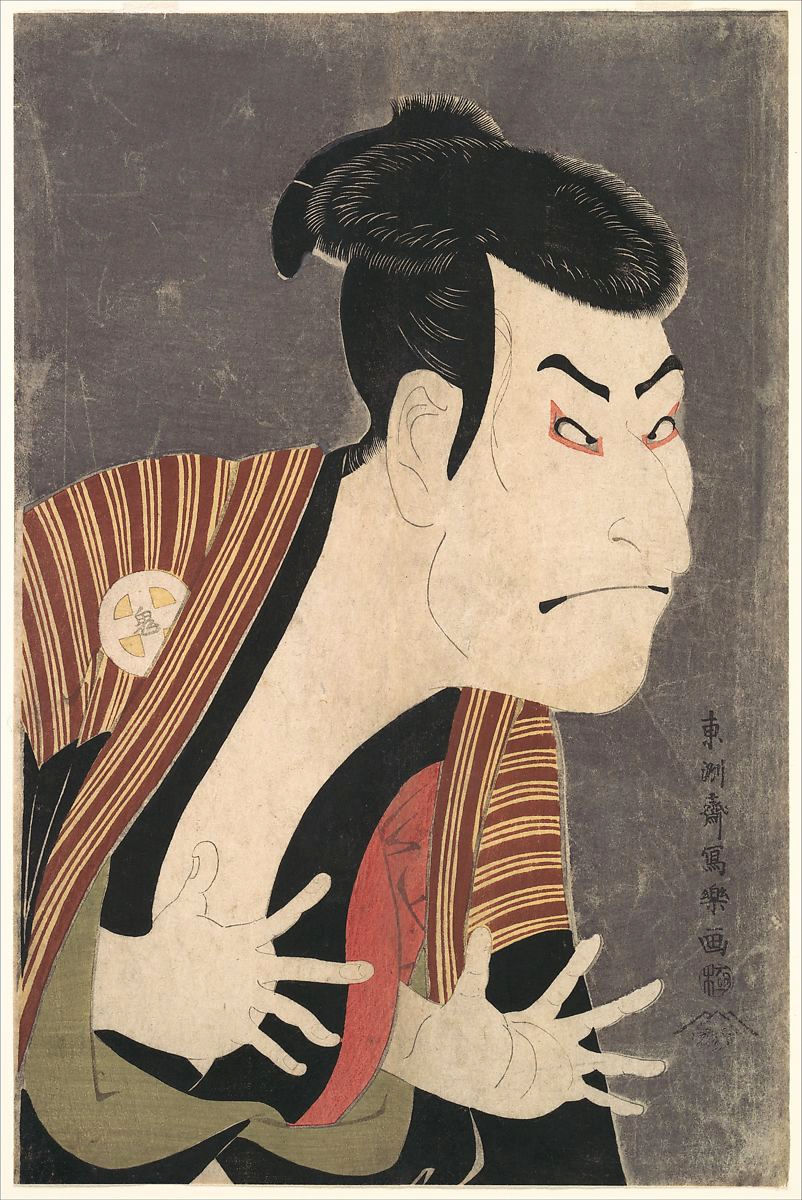
『三代目大谷鬼次の奴江戸兵衛』 東洲斎写楽 寛政6年（1794年） 浮世絵、重要文化財 東京国立博物館（東京都台東区）
『絹本淡彩鷹見泉石像』 渡辺崋山 天保8年（1837年） 掛軸、絹本淡彩、国宝 東京国立博物館（東京都台東区）
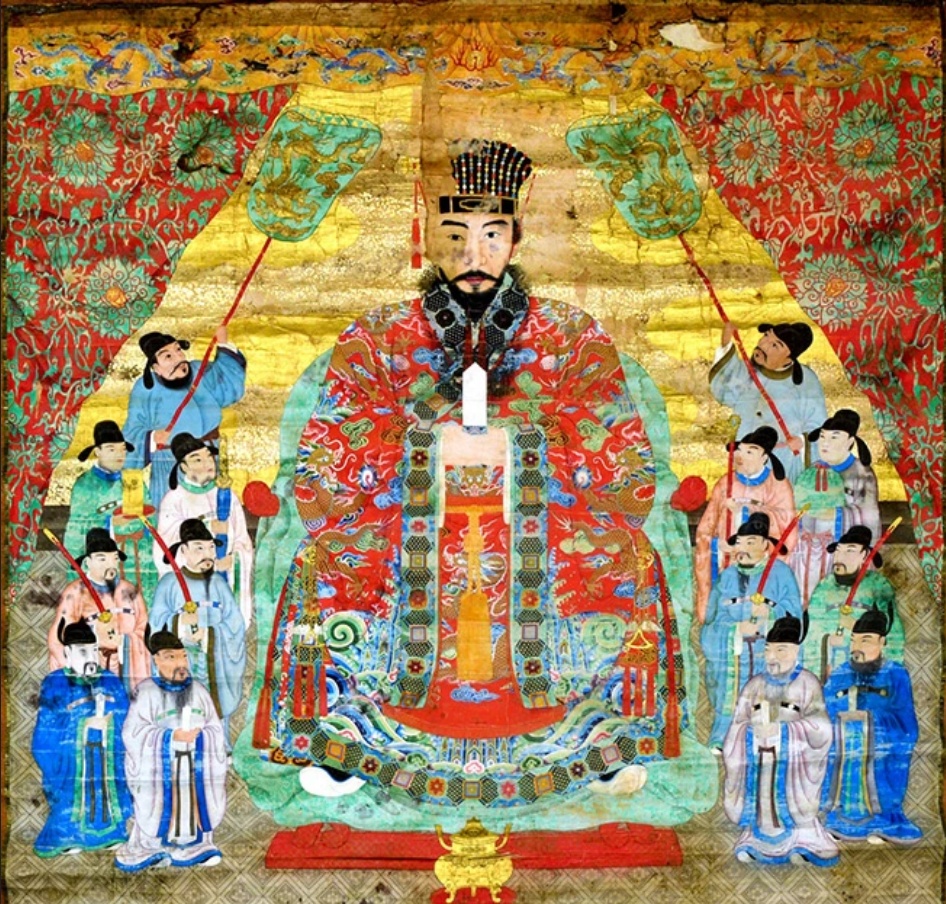
「御後絵」（うぐい）尚育王肖像画 作者不明 19世紀前半 彩色 沖縄県 沖縄戦により盗難され2024年返還
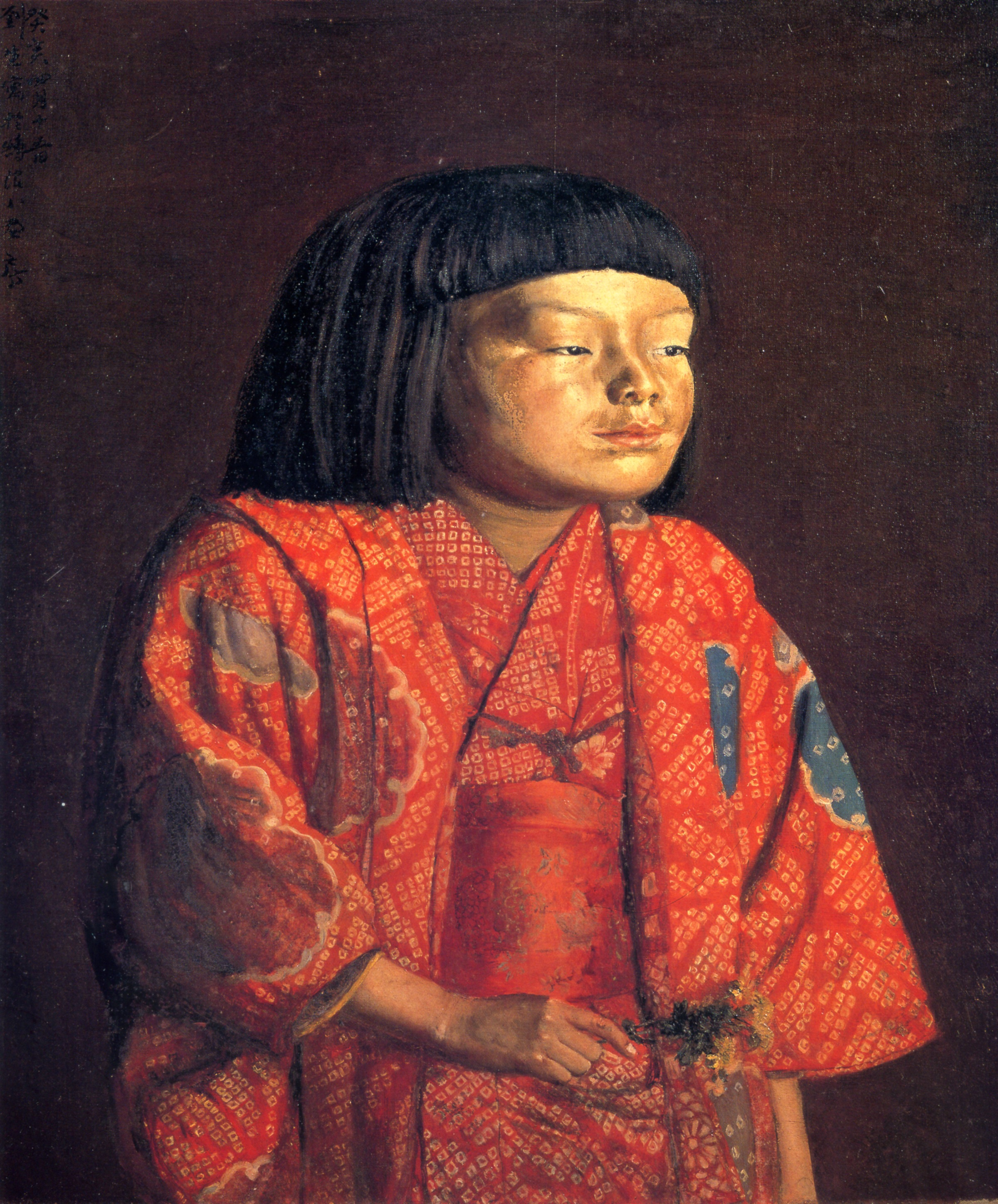
『童女図』（麗子立像） 岸田劉生 1923年 キャンバス、油絵具 神奈川県立近代美術館（神奈川県三浦郡葉山町）

- 『聖徳太子二王子像』
作者不明
奈良時代
御物
御物（東京都千代田区）
- 『絹本淡彩蘭溪道隆像』
作者不明
文永8年（1271年）
絹本淡彩、頂相・自賛、国宝
建長寺（神奈川県鎌倉市）蔵、鎌倉国宝館寄託
- 『天子摂関御影』「後白河院」
藤原為信（後の巻は藤原豪信）
14世紀初頭から半ば
絵巻、紙本著色
宮内庁三の丸尚蔵館（東京都千代田区）
- 『紙本著色花園天皇像』
藤原豪信
延元3年/暦応元年（1338年）
紙本著色、国宝
長福寺（京都府京都市右京区）
- 『絹本著色後醍醐天皇御像』（後醍醐天皇）
文観房弘真
延元4年/暦応2年（1339年）
絹本著色、重要文化財
清浄光寺（神奈川県藤沢市）
- 神護寺三像『絹本著色伝源頼朝像』（足利直義説有り）
作者不明
13世紀から14世紀
絹本著色、国宝
神護寺（京都府京都市右京区）
- 『絹本著色雪舟自画像（模本）』
雪舟の模作
16世紀
絹本著色、重要文化財への附
藤田美術館（大阪府大阪市都島区）
- 『徳川家康三方ヶ原戦役画像』（実際は三方ヶ原の戦いと関連付ける史料的根拠はない）
作者不明
17世紀
掛軸、絹本著色
徳川美術館（愛知県名古屋市）
- 『三代目大谷鬼次の奴江戸兵衛』
東洲斎写楽
寛政6年（1794年）
浮世絵、重要文化財
東京国立博物館（東京都台東区）
- 『絹本淡彩鷹見泉石像』
渡辺崋山
天保8年（1837年）
掛軸、絹本淡彩、国宝
東京国立博物館（東京都台東区）
- 「御後絵」（うぐい）尚育王肖像画
作者不明
19世紀前半
彩色
沖縄県
沖縄戦により盗難され2024年返還[注釈 1]
- 『童女図』（麗子立像）
岸田劉生
1923年
キャンバス、油絵具
神奈川県立近代美術館（神奈川県三浦郡葉山町）

### ヨーロッパ

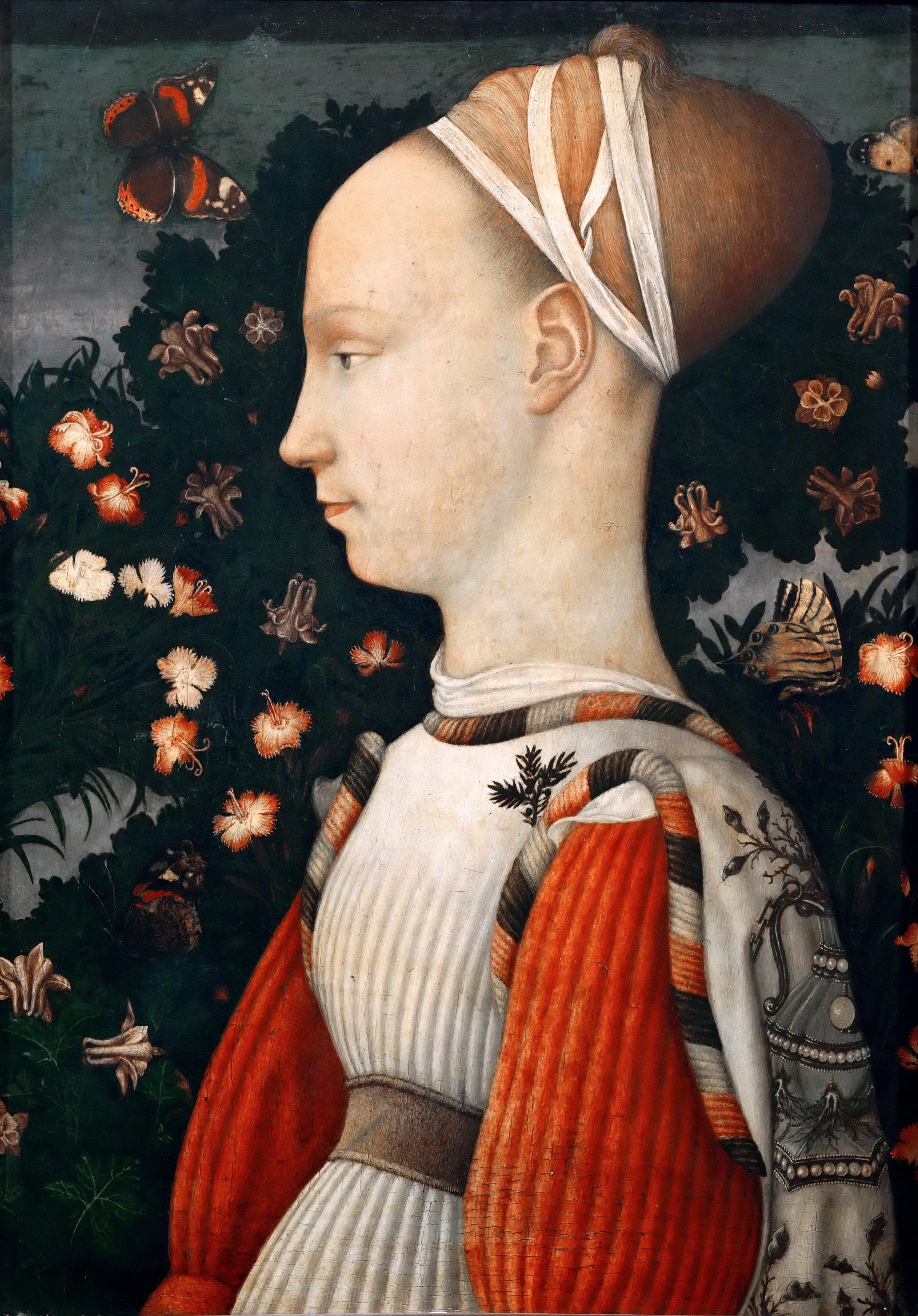
『ジネヴラ・デステ』 ピサネロ 1440頃 板、テンペラ 47 x 29 cm ナショナル ギャラリー（ロンドン）
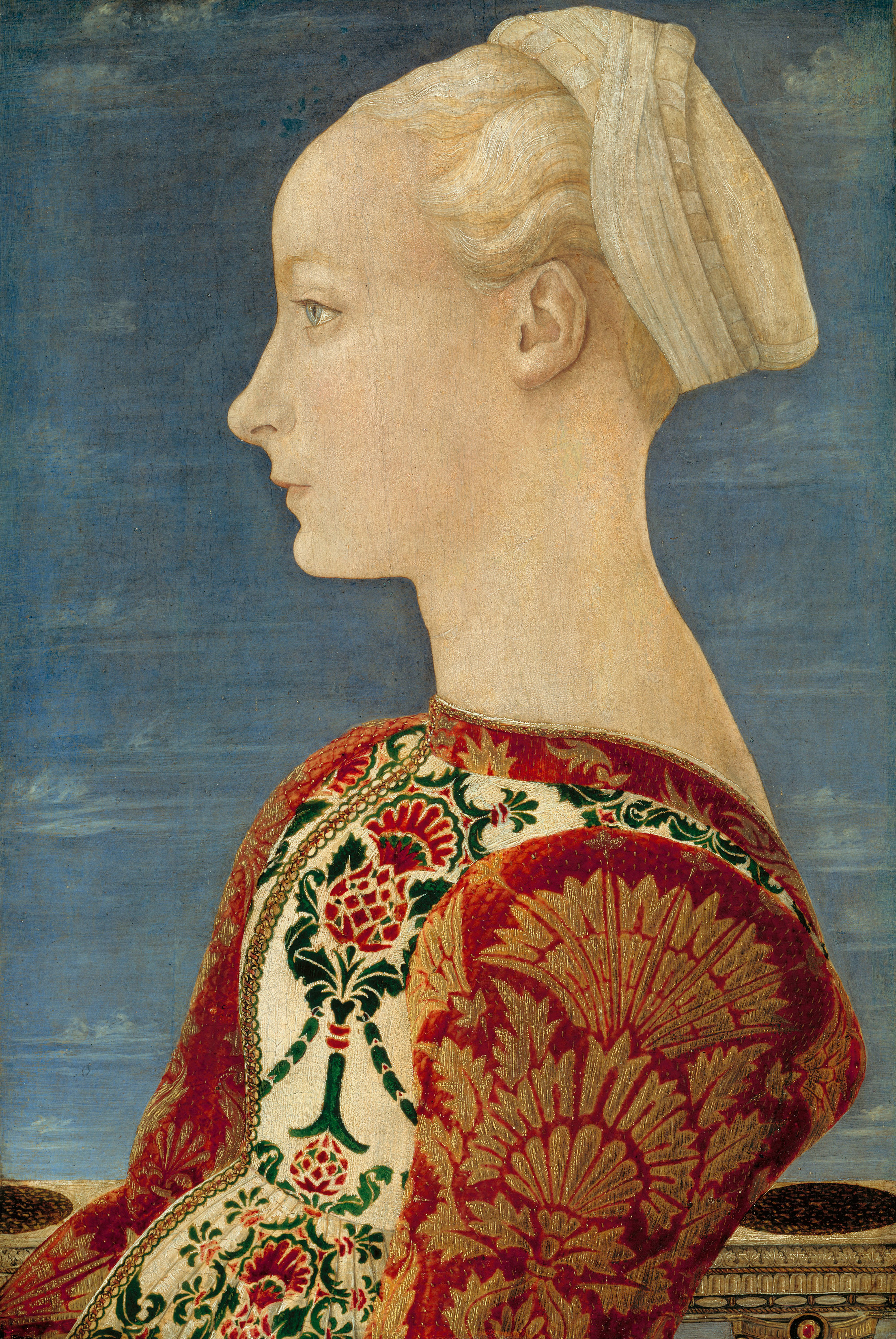
『若い婦人の横顔』 アントニオ・デル・ポッライオーロ 1465-1470頃 板、テンペラ 76 × 50 cm 絵画館（ベルリン）
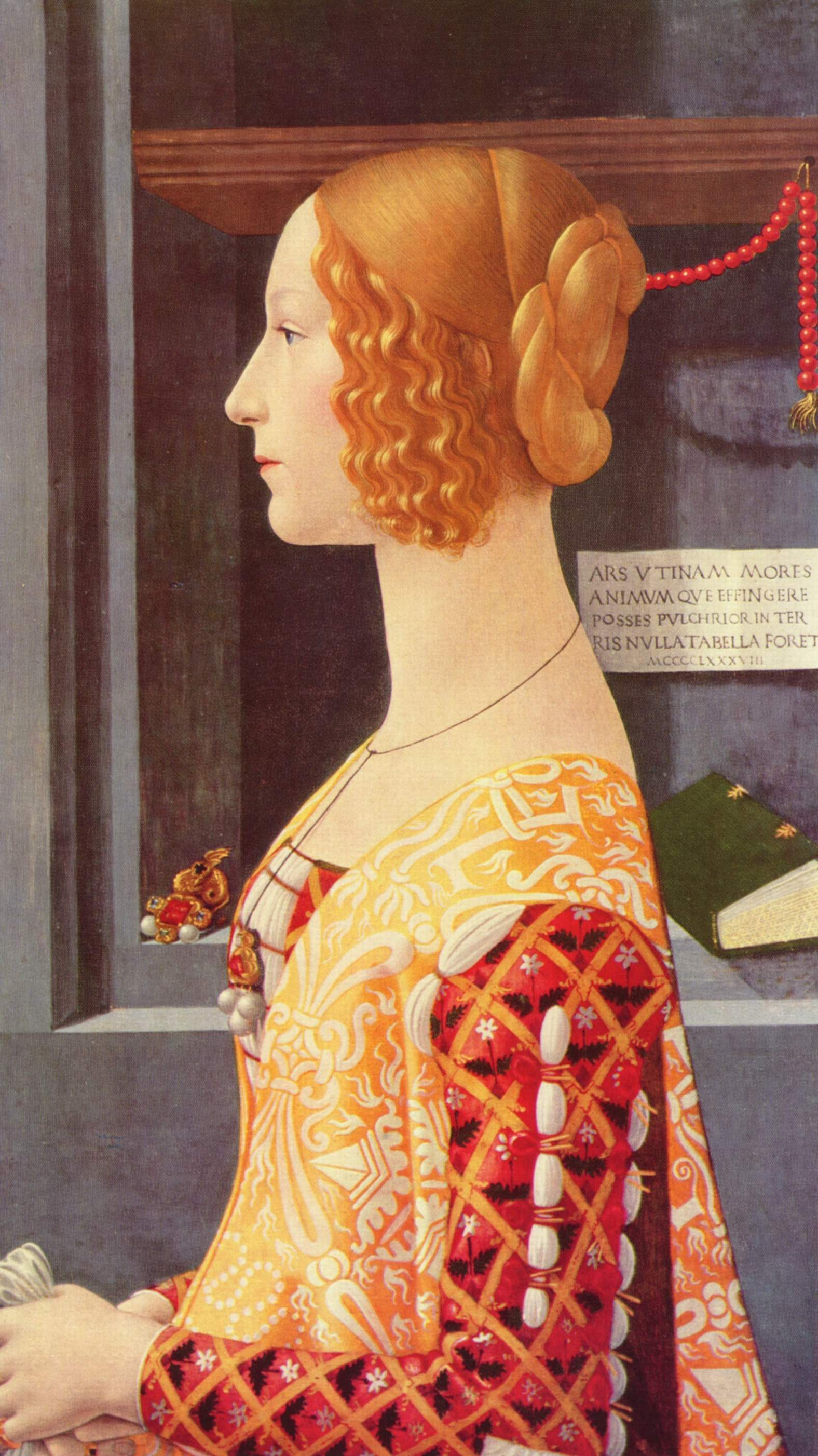
『ジョヴァンナ・トルナブオーニ』 ドメニコ・ギルランダイオ 1488 板、テンペラ 63 x 46 cm ティッセン＝ボルネミッサ美術館
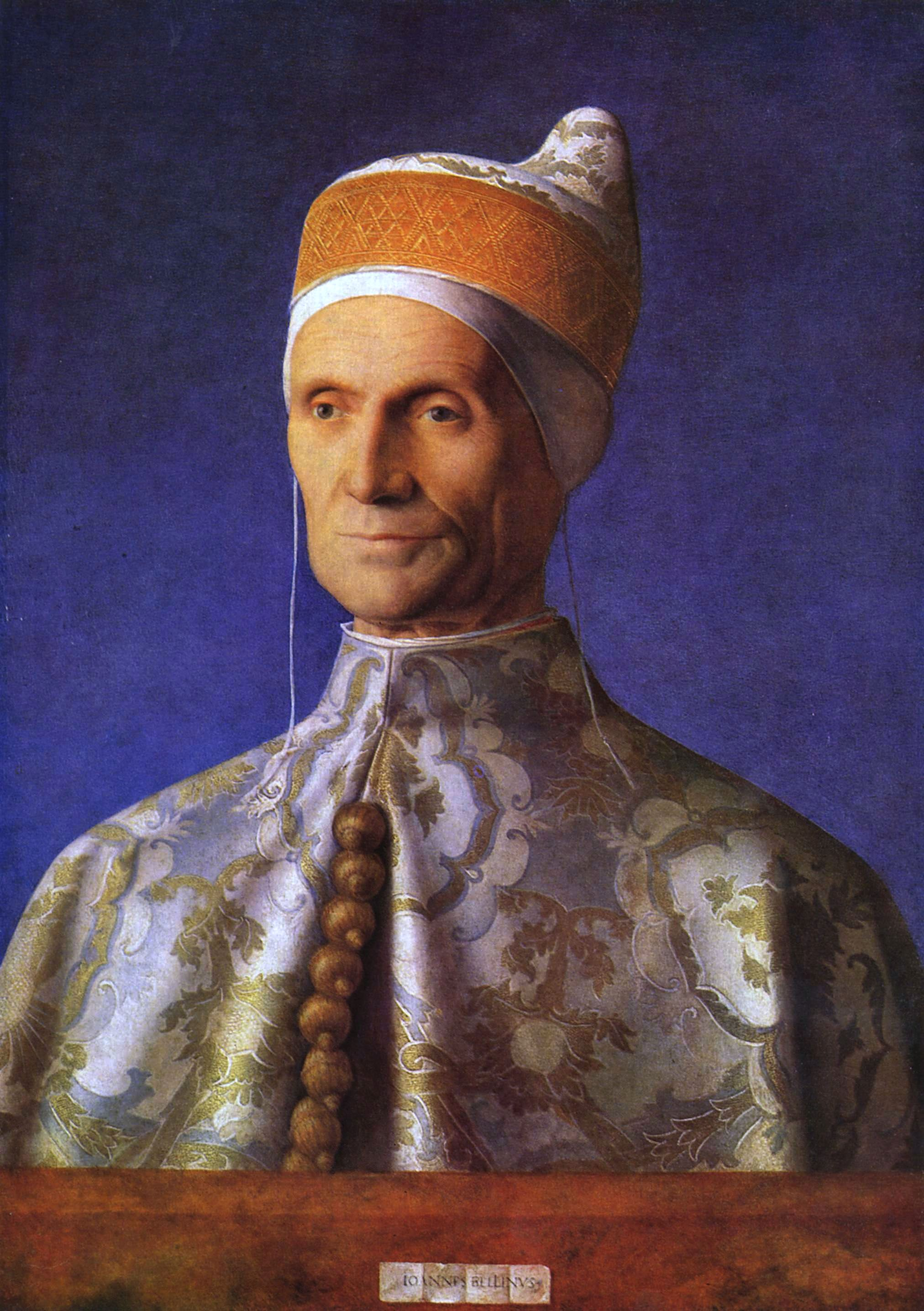
『レオナルド・ロレダン 』 ジョヴァンニ・ベリーニ 1501頃 板、油彩 61.5 × 45 cm ナショナル ギャラリー（ロンドン）
『モナ・リザ』 レオナルド・ダ・ヴィンチ 1503 – 1506 板、油彩 77 × 53 cm ルーヴル美術館
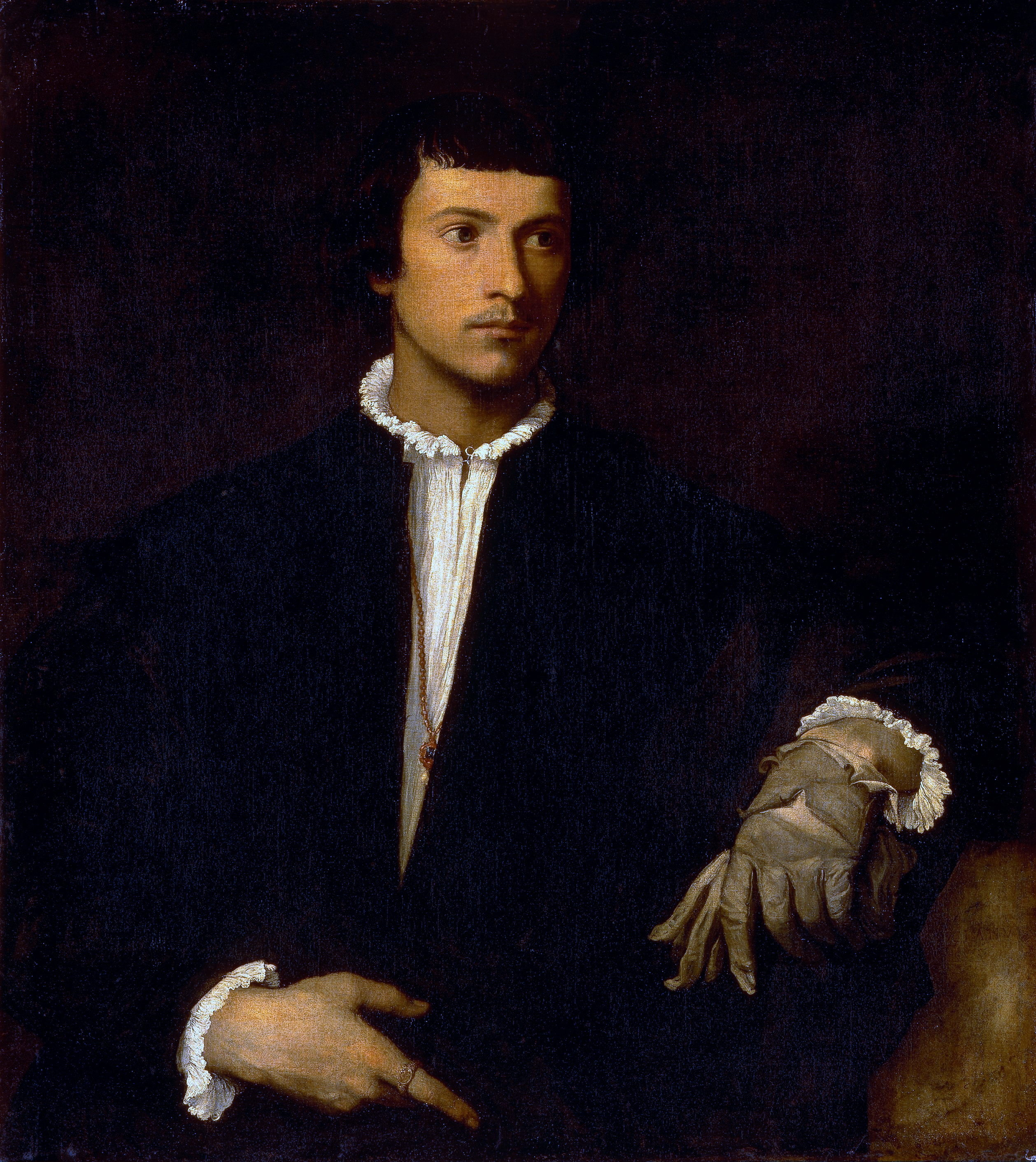
『手袋をした男』 ティツィアーノ・ヴェチェッリオ 1523頃 画布、油彩 100 × 89 cm ルーヴル美術館
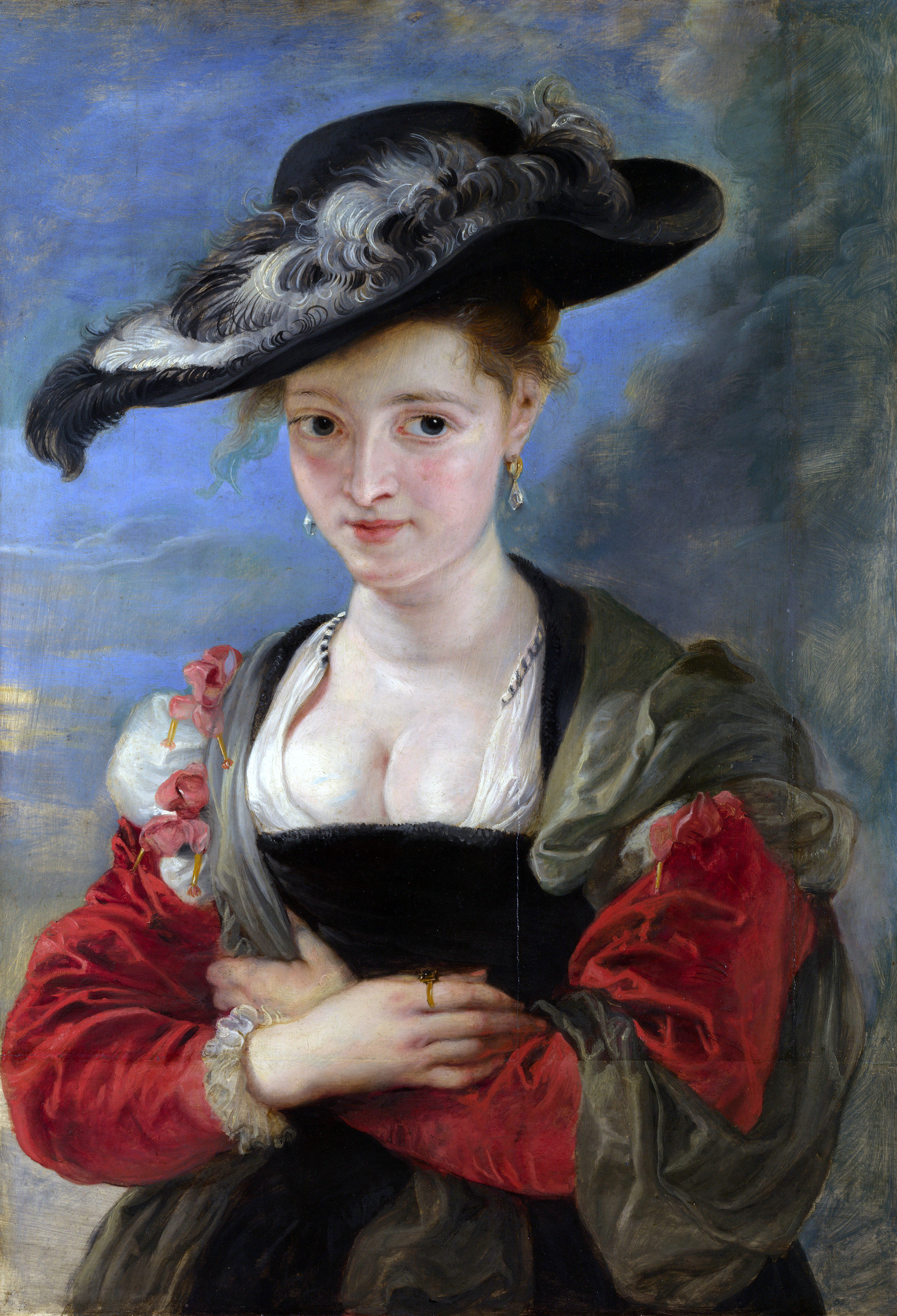
『シュザンヌ・フールマン』 ピーテル・パウル・ルーベンス 1622頃 板、油彩 79 ×　 54.5 cm ロンドン・ナショナル・ギャラリー
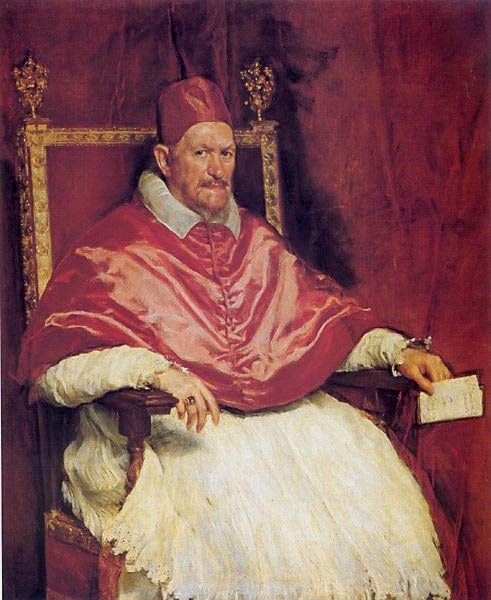
『教皇インノケンティウス10世』 ディエゴ・ベラスケス 1650 画布、油彩 141 x 119 cm
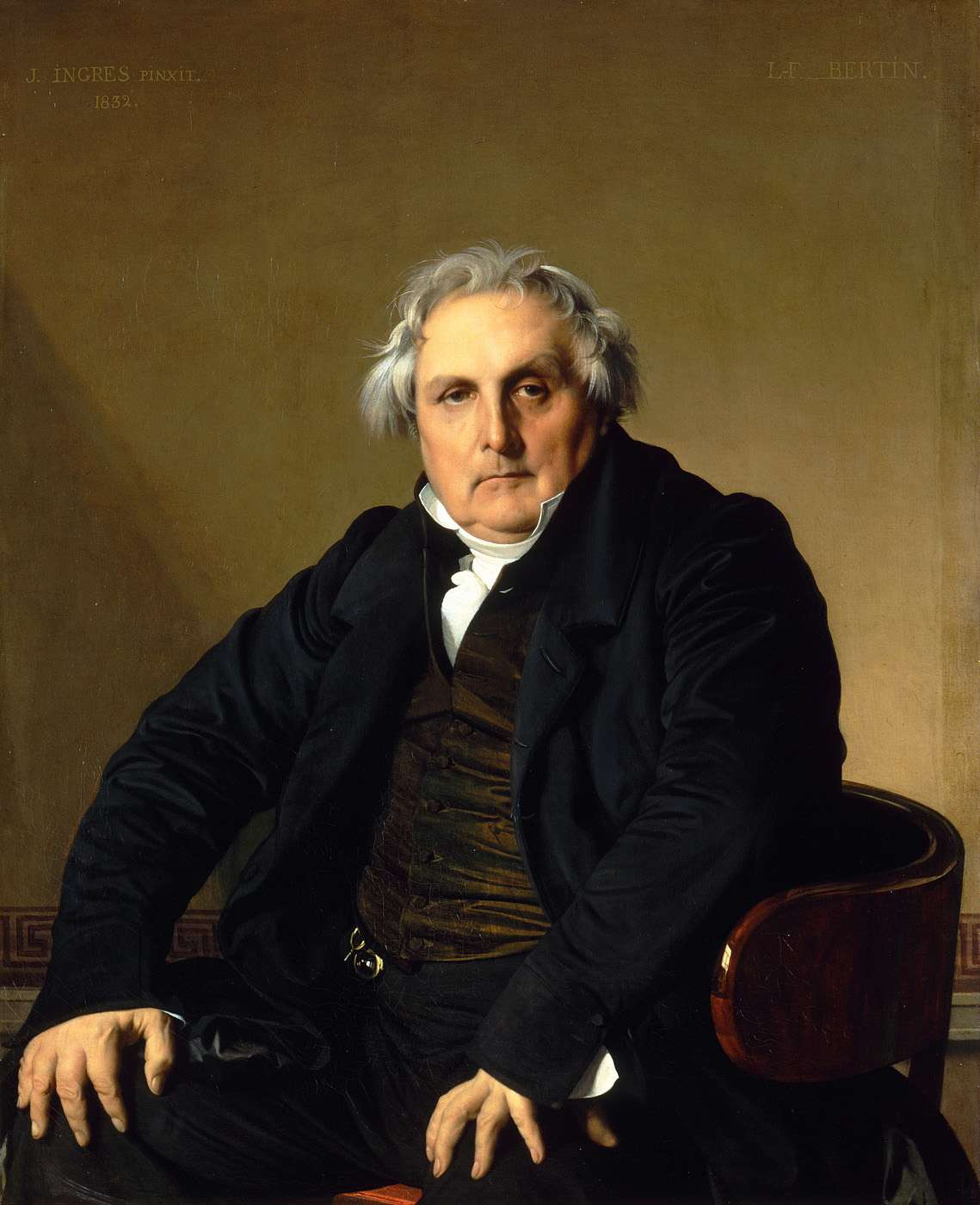
『ルイ・フランソワ・ベルタン』 ドミニク・アングル 1832 画布、油彩 116 × 95 cm ルーヴル美術館
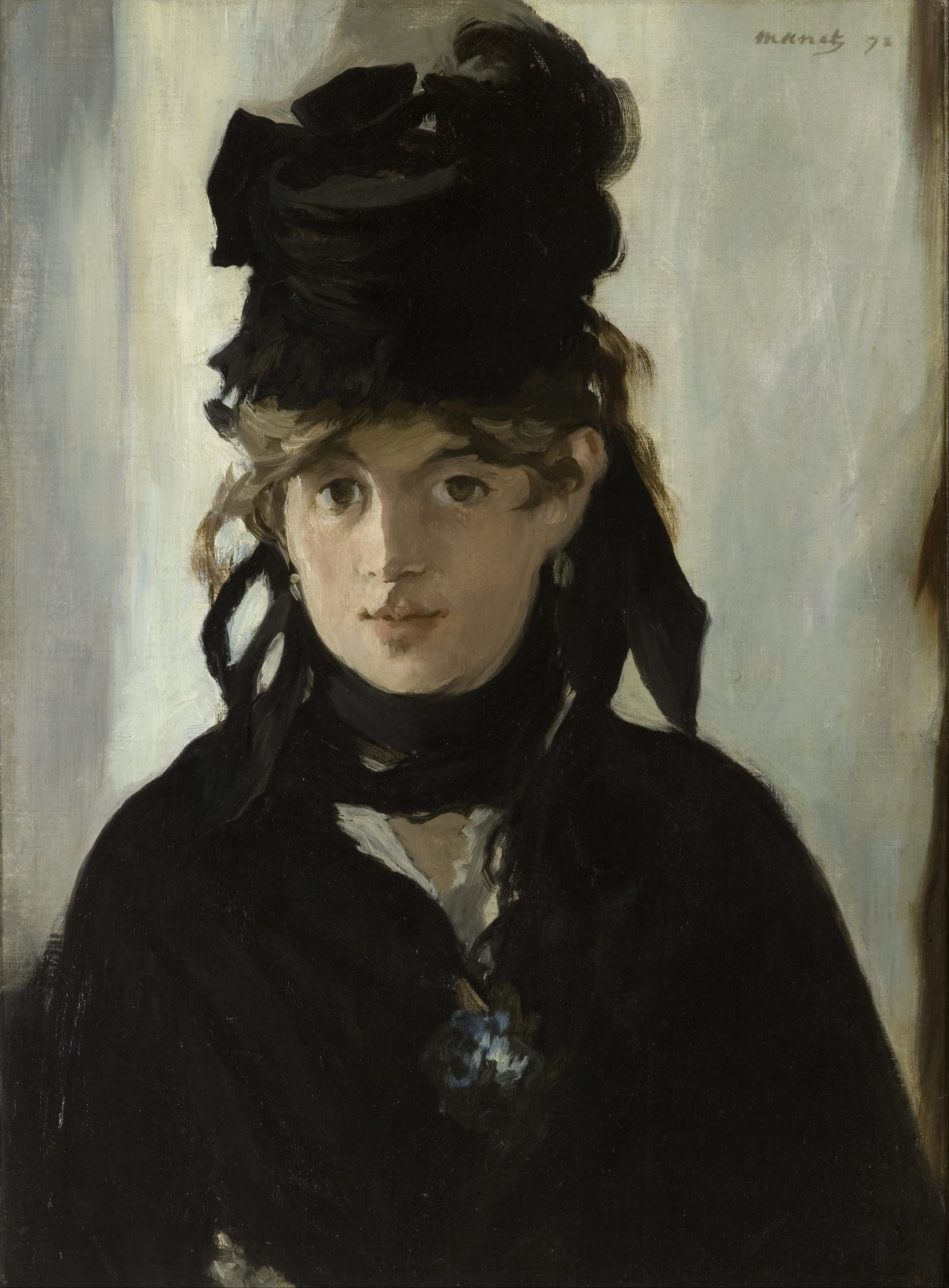
『ベルト・モリゾ』 エドゥアール・マネ 1872 画布、油彩 55 × 38 cm オルセー美術館
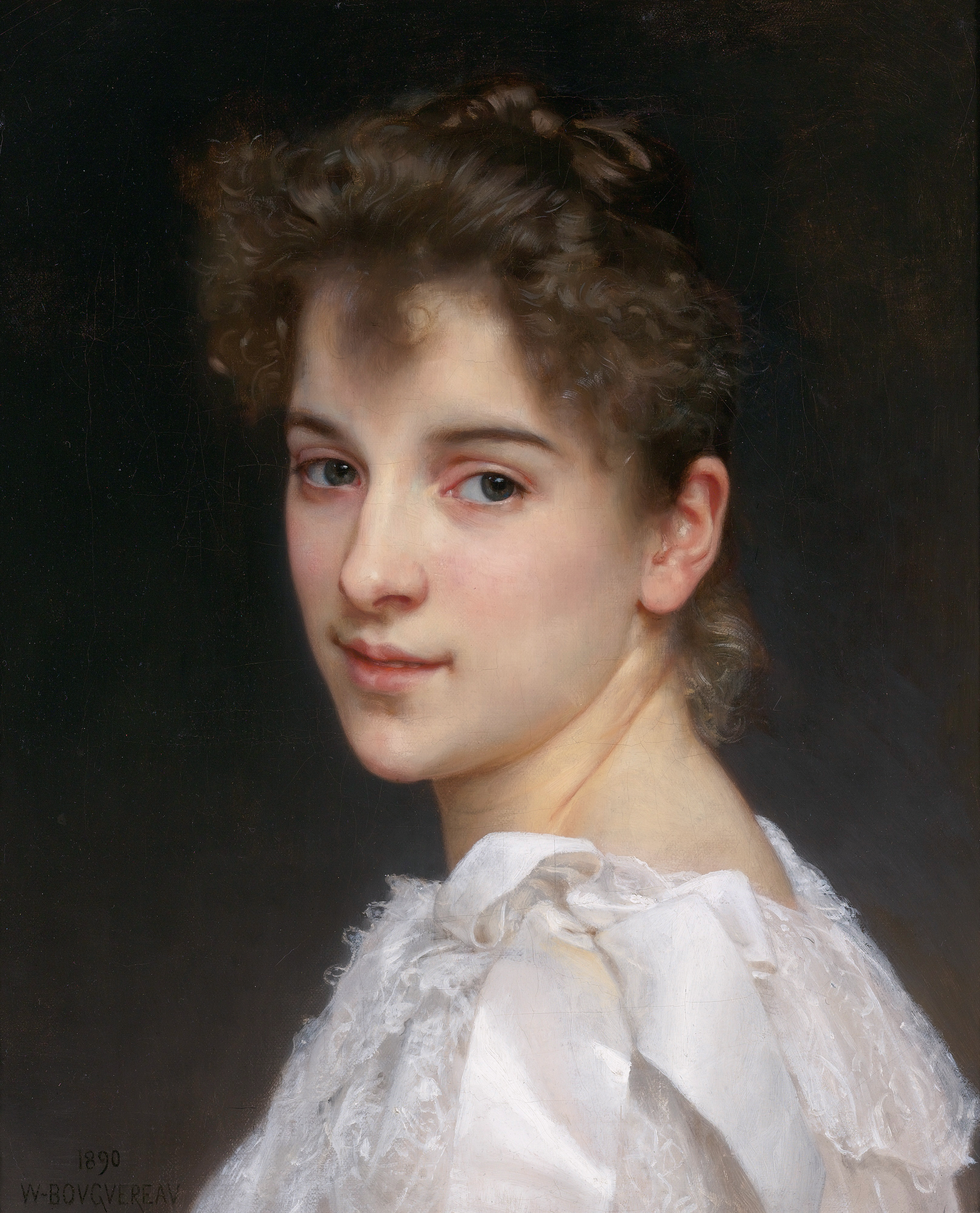
『ガブリエル・コット』 ウィリアム・アドルフ・ブグロー 1890
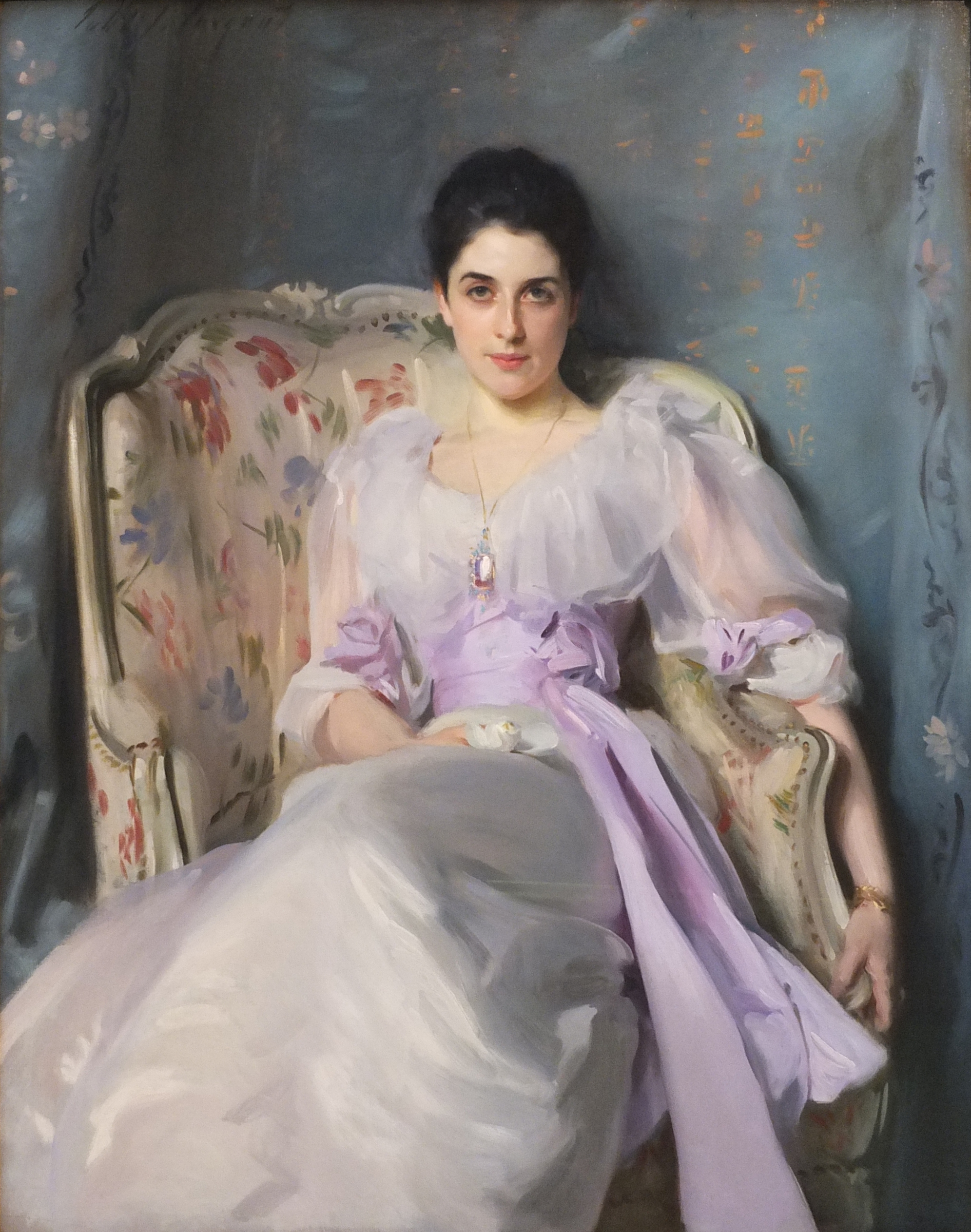
『レディー・アグニュー』 ジョン・シンガー・サージェント 1892-1893 画布、油彩 126 × 100.5 cm スコットランド国立美術館

- 『ジネヴラ・デステ』
ピサネロ
1440頃
板、テンペラ
47 x 29 cm
ナショナル ギャラリー（ロンドン）
- 『若い婦人の横顔』
アントニオ・デル・ポッライオーロ 
1465-1470頃
板、テンペラ
76 × 50 cm
絵画館（ベルリン）
- 『ジョヴァンナ・トルナブオーニ』
ドメニコ・ギルランダイオ
1488
板、テンペラ
63 x 46 cm
ティッセン＝ボルネミッサ美術館
- 『レオナルド・ロレダン 』
ジョヴァンニ・ベリーニ
1501頃
板、油彩
61.5 × 45 cm
ナショナル ギャラリー（ロンドン）
- 『モナ・リザ』
レオナルド・ダ・ヴィンチ
1503 – 1506
板、油彩
77 × 53 cm
ルーヴル美術館
- 『手袋をした男』
ティツィアーノ・ヴェチェッリオ
1523頃
画布、油彩
100 × 89 cm
ルーヴル美術館
- 『シュザンヌ・フールマン』
ピーテル・パウル・ルーベンス
1622頃
板、油彩
79 ×　 54.5 cm
ロンドン・ナショナル・ギャラリー
- 『教皇インノケンティウス10世』
ディエゴ・ベラスケス
1650
画布、油彩
141 x 119 cm
- 『ルイ・フランソワ・ベルタン』
ドミニク・アングル
1832
画布、油彩
116 × 95 cm
ルーヴル美術館
- 『ベルト・モリゾ』
エドゥアール・マネ
1872
画布、油彩
55 × 38 cm
オルセー美術館
- 『ガブリエル・コット』
 ウィリアム・アドルフ・ブグロー
1890
- 『レディー・アグニュー』
 ジョン・シンガー・サージェント
1892-1893
画布、油彩
126 × 100.5 cm
スコットランド国立美術館